# Marie Chauvel
Pour les articles homonymes, voir Chauvel.
Marie Chauvel, née Marie Blanche Dorizon à Paris le 27 mars 1895 et morte le 26 mars 1988 dans la même ville, est une artiste décoratrice française.

## Biographie
Fille de Jules Alphonse Dorizon, gérant d'immeubles, et de Marie Geneviève Lamonin, son épouse, Marie Blanche Dorizon naît à Paris en 1895. En 1919, elle épouse l'architecte Albert Chauvel. Parents de deux filles nées en 1925 et 1926, ils sont établis 32, rue de Verneuil en 1936. 
Membre du Salon des artistes décorateurs, Marie Chauvel est connue pour ses fleurs stylisées et ses arbustes décoratifs. Elle remporte une médaille d'or à l'Exposition des arts décoratifs de 1925.  
Marie Chauvel meurt en 1988 à Paris.  